# ألين جون
ألين جون (بالألمانية: Allen John)‏ هو لاعب غولف ألماني، ولد في 31 أغسطس 1987 في لودفيغسهافن في ألمانيا.

## وصلات خارجية
- ألين جون على موقع رابطة أوروبا للاعبي الغولف المحترفين (الإنجليزية)
- ألين جون على موقع التصنيف العالمي الرسمي للغولف (الإنجليزية)